# Trabzonspor Kulübü 2009-2010
Questa pagina raccoglie i dati riguardanti il Trabzonspor Kulübü nelle competizioni ufficiali della stagione 2009-2010.

## Stagione
Il Trabzonspor arriva quinto in campionato e vince la Coppa di Turchia. IN Europa League viene eliminato dai francesi del Tolosa ai play-off.

## Maglie e sponsor
- Türk Telekom

| Casa | Trasferta | Terza divisa | Quarta divisa |

## Rosa
| N. |                    | Ruolo | Calciatore                 |
| -- | ------------------ | ----- | -------------------------- |
| 1  | Senegal (bandiera) | P     | Tony Sylva                 |
| 3  | Croazia (bandiera) | D     | Hrvoje Čale                |
| 4  | Camerun (bandiera) | D     | Rigobert Song (capitano)   |
| 5  | Turchia (bandiera) | C     | Engin Baytar               |
| 6  | Turchia (bandiera) | C     | Ceyhun Gülselam            |
| 7  | Turchia (bandiera) | C     | Zafer Yelen                |
| 8  | Turchia (bandiera) | C     | Selçuk İnan                |
| 10 | Turchia (bandiera) | A     | Umut Bulut (vice capitano) |
| 11 | Turchia (bandiera) | C     | Barış Memiş                |
| 15 | Turchia (bandiera) | D     | Ferhat Öztorun             |
| 16 | Turchia (bandiera) | D     | Egemen Korkmaz             |
| 17 | Turchia (bandiera) | A     | Burak Yılmaz               |
| 18 | Turchia (bandiera) | D     | Tayfun Cora                |

| N. |                      | Ruolo | Calciatore        |
| -- | -------------------- | ----- | ----------------- |
| 20 | Argentina (bandiera) | C     | Gustavo Colman    |
| 21 | Turchia (bandiera)   | A     | Murat Tosun       |
| 23 | Turchia (bandiera)   | D     | Giray Kaçar       |
| 25 | Brasile (bandiera)   | C     | Alanzinho         |
| 27 | Turchia (bandiera)   | C     | Sezer Badur       |
| 29 | Turchia (bandiera)   | P     | Tolga Zengin      |
| 30 | Turchia (bandiera)   | C     | Serkan Balcı      |
| 33 | Croazia (bandiera)   | C     | Drago Gabrić      |
| 35 | Turchia (bandiera)   | P     | Onur Kıvrak       |
| 41 | Turchia (bandiera)   | D     | Ömer Aysan Barış  |
| 61 | Guinea (bandiera)    | A     | Ibrahim Yattara   |
| 90 | Colombia (bandiera)  | A     | Teófilo Gutiérrez |
| 99 | Turchia (bandiera)   | A     | Hasan Ahmet Sarı  |

## Risultati

### Coppa di Turchia

#### Fase a gironi
| Istanbul 23 dicembre 2009, ore 21:30 1ª giornata                          | Galatasaray | 2 – 1    | Trabzonspor | Stadio Ali Sami Yen |
| \| \| \| \| \| Caner Erkin 40’ Arda Turan 47’ \| Marcatori \| 54’ Song \| |             |          |             |                     |
|                                                                           |             |          |             |                     |
| Caner Erkin 40’ Arda Turan 47’                                            | Marcatori   | 54’ Song |             |                     |

| Trebisonda 9 gennaio 2010, ore 20:30 2ª giornata                                       | Trabzonspor | 6 – 0 | Denizli Belediyespor | Stadio Hüseyin Avni Aker |
| \| \| \| \| \| Balcı 3’ Ünal 7’ Umut Bulut 43’, 61’, 82’ Baytar 46’ \| Marcatori \| \| |             |       |                      |                          |
|                                                                                        |             |       |                      |                          |
| Balcı 3’ Ünal 7’ Umut Bulut 43’, 61’, 82’ Baytar 46’                                   | Marcatori   |       |                      |                          |

| Ankara 14 gennaio 2010, ore 20:30 3ª giornata                  | Ankaragücü | 0 – 2                        | Trabzonspor | Stadio 19 maggio |
| \| \| \| \| \| \| Marcatori \| 53’ Umut Bulut 68’ Alanzinho \| |            |                              |             |                  |
|                                                                |            |                              |             |                  |
|                                                                | Marcatori  | 53’ Umut Bulut 68’ Alanzinho |             |                  |

| Trebisonda 27 gennaio 2010, ore 20:30 4ª giornata                  | Trabzonspor | 2 – 0 | Orduspor | Stadio Hüseyin Avni Aker |
| \| \| \| \| \| Colman 40’ (rig.) Umut Bulut 81’ \| Marcatori \| \| |             |       |          |                          |
|                                                                    |             |       |          |                          |
| Colman 40’ (rig.) Umut Bulut 81’                                   | Marcatori   |       |          |                          |

#### Fase ad eliminazione diretta
| Istambul 3 febbraio 2010 Quarti di finale - andata  | İstanbul BB | 1 – 1    | Trabzonspor | Stadio olimpico Atatürk |
| \| \| \| \| \| Köse 31’ \| Marcatori \| 88’ Čale \| |             |          |             |                         |
|                                                     |             |          |             |                         |
| Köse 31’                                            | Marcatori   | 88’ Čale |             |                         |

| Rize 10 febbraio 2010 Quarti di finale - ritorno | Trabzonspor | 1 – 0 | İstanbul BB | Stadio Çaykur Didi |
| \| \| \| \| \| Kaçar 40’ \| Marcatori \| \|      |             |       |             |                    |
|                                                  |             |       |             |                    |
| Kaçar 40’                                        | Marcatori   |       |             |                    |

| Trebisonda 25 marzo 2010 Semifinale - andata               | Trabzonspor | 2 – 0 | Antalyaspor | Stadio Hüseyin Avni Aker |
| \| \| \| \| \| Alanzinho 66’ Gabrić 90’ \| Marcatori \| \| |             |       |             |                          |
|                                                            |             |       |             |                          |
| Alanzinho 66’ Gabrić 90’                                   | Marcatori   |       |             |                          |

| Antalya 10 aprile 2010 Semifinale - ritorno    | Antalyaspor | 1 – 0 | Trabzonspor | Stadium Antalya Atatürk |
| \| \| \| \| \| Djiehoua 43’ \| Marcatori \| \| |             |       |             |                         |
|                                                |             |       |             |                         |
| Djiehoua 43’                                   | Marcatori   |       |             |                         |

| Arbitro: | Cüneyt Çakır |

|          |           |                                 |
| Alex 55’ | Marcatori | 66’ Umut 80’ Engin 90+4’ Colman |

### UEFA Europa League
| Trebisonda 20 agosto 2009 Play off - andata | Trabzonspor | 1 – 3 | Tolosa | Stadio Hüseyin Avni Aker\| Arbitro: \| Královec \| |
| Arbitro:                                    | Královec    |       |        |                                                    |

| Tolosa 10 aprile 2010 Play off- ritorno | Tolosa | 0 – 1 | Trabzonspor |  |

## Statistiche

### Statistiche di squadra
| Competizione       | Punti | In casa | In casa | In casa | In casa | In casa | In casa | In trasferta | In trasferta | In trasferta | In trasferta | In trasferta | In trasferta | Totale | Totale | Totale | Totale | Totale | Totale | DR  |
| Competizione       | Punti | G       | V       | N       | P       | Gf      | Gs      | G            | V            | N            | P            | Gf           | Gs           | G      | V      | N      | P      | Gf     | Gs     | DR  |
| ------------------ | ----- | ------- | ------- | ------- | ------- | ------- | ------- | ------------ | ------------ | ------------ | ------------ | ------------ | ------------ | ------ | ------ | ------ | ------ | ------ | ------ | --- |
| Süper Lig          | 57    | 17      | 11      | 3       | 3       | 29      | 12      | 17           | 5            | 6            | 6            | 24           | 20           | 34     | 16     | 9      | 9      | 53     | 32     | +21 |
| Türkiye Kupası     | -     | 4       | 4       | 0       | 0       | 11      | 0       | 5            | 2            | 1            | 2            | 7            | 5            | 9      | 6      | 1      | 2      | 18     | 5      | +13 |
| UEFA Europa League | -     | 1       | 0       | 0       | 1       | 1       | 3       | 1            | 1            | 0            | 0            | 1            | 0            | 2      | 1      | 0      | 1      | 2      | 3      | -1  |
| Totale             | -     | 22      | 15      | 3       | 4       | 41      | 15      | 23           | 8            | 7            | 8            | 32           | 25           | 45     | 23     | 10     | 12     | 73     | 40     | +33 |